# Zadnie Białczańskie Wrótka
Zadnie Białczańskie Wrótka (słow. Zadné bielovodské vrátka, ok. 2085 m) – wąska przełączka w Żabiej Grani na granicy polsko-słowackiej. Znajduje się pomiędzy Zadnią Białczańską Basztą (ok. 2105 m) a Pośrednią Białczańską Basztą (ok. 2090 m). Znajduje się tuż pod pionowym uskokiem Pośredniej Białczańskiej Baszty, natomiast ku Zadniej Białczańskiej Baszty biegnie od niej łagodnie nachylona płyta. Na zachodnią (polską) stronę opada z przełączki częściowo skalista, częściowo trawiasta depresja. Jest stroma, w dolnej części bardzo stroma. Na wschodnią (słowacką) stronę (Dolina Żabia Białczańska) opada z przełączki niezbyt stromy, skalisto trawiasty stok. Jego wysokość do Białczańskiej Ławki wynosi około 30 m.

## Taternictwo
Zachodnie ściany Białczańskich Baszt udostępnione są do uprawiania taternictwa. Na Zadnie Białczańskie Wrótka prowadzi jedna droga wspinaczkowa. Jest też droga prowadząca granią Białczańskich Baszt. Strona wschodnia (słowacka) znajduje się w zamkniętym dla turystów i taterników obszarze ochrony ścisłej Tatrzańskiego Parku Narodowego.
1. Zachodnią depresją; II, miejsce IV w skali tatrzańskiej, czas przejścia 30 min[2]
2. Granią od Pośredniej Białczańskiej Przełęczy do Żabich Wrótek. Pierwsze przejście: Edward W. Janczewski 25 lipca 1909 r. Obecna wycena tego przejścia to II, czas przejścia 30 min[2]. Pierwsze przejście zimowe: Alojz Krupitzer i w. Spitzkopf 30 kwietnia 1936 roku[4].